# Charles A. Sprague
Charles Arthur Sprague, född 12 november 1887 i Lawrence, Kansas, död 13 mars 1969 i Salem, Oregon, var en amerikansk republikansk politiker och publicist. Han var Oregons guvernör 1939–1943.
Sprague utexaminerades 1910 från Monmouth College. Han var verksam som ansvarig utgivare för tidningen Oregon Statesman.
Sprague efterträdde 1939 Charles Martin som guvernör och efterträddes 1943 av Earl Snell. Han avled 1969 och gravsattes i Salem.